# Fabio Ongaro

a Compétitions nationales et continentales officielles uniquement.

b Matchs officiels uniquement.
Dernière mise à jour le 14 février 2017.
Fabio Ongaro, né le 23 septembre 1977 à Venise (Italie), est un joueur de rugby à XV italien. il joue en équipe d'Italie et évolue au poste de talonneur au sein de l'effectif de l'Aironi Rugby (1,83 m pour 104 kg).

## Biographie
En 2016, il devient entraîneur des avants du Benetton Trévise, responsable de la mêlée, en binôme avec Marco Bortolami, responsable de la touche. En 2021, Bortolami devient entraîneur en chef et conserve Fabio Ongaro en tant qu'entraîneur des avants.

## Carrière

### En club
- 1998-2006 : Benetton Trévise  Italie
- 2006-2010 : Saracens  Angleterre
- 2010-2012 : Aironi Rugby  Italie

### En équipe nationale
Il a honoré sa première cape internationale en équipe d'Italie le 11 novembre 2000 à Rovigo par une défaite 22-17 contre l'équipe du Canada.
Avec Carlo Festuccia, ils se partagent la place de remplaçant de Leonardo Ghiraldini.

## Palmarès

### En club
- Champion d'Italie : 1998, 1999, 2004

### En équipe nationale
- 81 sélections en équipe d'Italie depuis 2000
- 5 essais (25 points)
- 1 fois capitaine (contre l'équipe des États-Unis)
- Sélections par année : 1 en 2000, 4 en 2001, 2 en 2002, 9 en 2003, 10 en 2004, 8 en 2005, 9 en 2006, 7 en 2007, 7 en 2008, 5 en 2009, 10 en 2010, 6 en 2011, 1 en 2012
- Tournois des Six Nations disputés : 2003, 2004, 2005, 2006, 2007, 2008, 2009, 2010, 2011,

En coupe du monde :
- 2003 : 4 sélections (Nouvelle-Zélande, Tonga, Canada, Pays de Galles)
- 2007 : 3 sélections (Nouvelle-Zélande, Portugal, Écosse)